# Râul Mornos
Mornos ( în Greacă Μόρνος) este un râu situat in Grecia. Izvorăște din Munții Oeta și se varsă în Golful Corint, printr-o deltă.Pe cursul său a fost constuit barajul omonim.